# Hans-Hermann Hoppe
Hans-Hermann Hoppe (* 2. září 1949, Peine) je německý ekonom, pozdní představitel Rakouské ekonomické školy, paleolibertarianismu a anarchokapitalismu. Začínal jako marxista, byl žákem Jürgena Habermase, avšak pak ho uchvátilo dílo Eugena Böhma von Bawerka a Miltona Friedmana. Ve své nejznámější a nejkontroverznější knize Democracy: The God That Failed (Demokracie: bůh, který selhal) kritizoval demokratický systém jako přirozeně tíhnoucí k redistribuci majetku. a vyzdvihoval monarchii jako menší zlo 

## Život
Narodil se v západním Německu 2. září 1949 ve městě Peine. Jeho rodiče pocházeli z východního Německa, odkud roku 1946 utekli před komunisty, kteří jim vyvlastnili jejich majetek. Návštěvy za příbuznými na východě mu pomohly utvořit si své názory na stát a jeho angažování v ekonomice i životě lidí, ba do dob dospělosti býval marxista a viděl to jen jako špatný pokus o nastolení socialismu. Negativně vzpomíná i na americkou okupaci a spojenecký vliv v západní části země, kdy se stát snažil "převychovat" Němce od vlivu nacismu, a Marshallův plán.
Ve studentských letech studoval pod dohledem významného levicového intelektuála Jürgena Habermase. Jejich názory se ale časem začaly příliš lišit a Hoppe ho ve stáří nazval "nejvyšším knězem historické a politické korektnosti, sociální demokracie a centralizace". Na Goethově Univerzitě ve Frankfurtu nad Mohanem získal Ph.D. jak z filosofie (1974), tak ze sociologie a ekonomiky (1981).
Roku 1986 se přestěhoval do USA, aby se vzdělával jako učeň Murraye Rothbarda, se kterým zůstal blízký přítel až do jeho smrti. Hoppe na jeho adresu prohlásil, že "by nebylo žádného anarchokapitalistického hnutí bez Rothbarda" a považuje ho za génia.
Od roku 1986 pracoval jako profesor ekonomiky na Nevadské Univerzitě v Las Vegas než roku 2008 odešel do důchodu.
Aktuálně žije v Istanbulu se svojí ženou Dr. A. Gulcin Imre Hoppe, též ekonomičkou rakouské školy. Je členem Ludwig von Mises Institutu a předseda The Property and Freedom Society.

## Názory

### Diskriminace
Hoppe je názoru, že privátní komunita se může rozhodnout s jakými lidmi se chce stýkat a nežádoucí, kteří proniknou na soukromý pozemek, mohou být dle jeho slov "fyzicky odstraněni". Odmítnout službu komukoli na základě rasy, pohlaví, náboženství, ideologie, sexuality, oblečení, bohatství, atd. či mu naúčtovat dvojnásobné ceny je součást práv vlastníka.

### Hierarchie
Hierarchie se vytvoří v jakémkoli systému, i anarchokapitalismu, a dle Hoppeho pohledu na tom není nic špatného, ba je to žádoucí stav. Poněvadž mnohé žádoucí kvality člověka jsou dědičné a talentovaní jedinci mají preferenci pro jiné talentované jedince, sociální mobilita nebude perfektní, jelikož se po staletích nejlepší kvality lidí zkoncentrují ve vyšší třídě. Moderní elity, „1 %“, ale nejsou skutečné elity, jelikož jejich jmění vzešlo přímo či nepřímo z konání státu a bez něj ve většině případů upadnou.

### Imigrace
Podobně jako Rothbard vytvořil kontroverzi jeho názory na politiku otevřených hranic, které mnozí jiní libertariáni vidí jako důležitou součást jejich ideologie. Hoppe argumentuje, že imigrace bez restrikcí existuje pouze v zemi nedotknuté člověkem. Všude, kde již někdo soukromě vlastní určitou oblast, nemluvíme o imigraci, ale příchodu na pozvání či invazi. Oblast kontrolovaná státem je spíše podobná člověkem nedotknuté zemi, kde stát přijímá každého, kdo splní určité podmínky, ba jim ještě pomáhá se integrovat do společnosti z peněz daňových poplatníků a využívají státem řízené školy, zdravotnictví, parky, silnice,... bez rozdílu od místních. Stát není schopen kontrolovat nelegální migraci na svém velkém území, ba někdy i nelegální imigranty toleruje. Na rozhodnutí původních obyvatel, zda chtějí určité lidi na svém území, se nikdo neptá. Hoppe si myslí, že v západním světě by byl více restriktivní přístup k imigrantům než aktuálně se státem, ať už z důvodu nevůle místních či absence sociálního státu.
Stát dle něj benefituje z nehomogenní společnosti, jelikož může posílit svoji sféru vlivu nad svými subjekty, aby udržoval harmonii.

### Náboženství
I přesto, že je agnostik, tak vidí křesťanství jako důležitou součást vývinu západní civilizace, bez kterého by nebylo lidských práv a svobod. Myšlenku, že každý je stvořen v obrazu božím vidí jako základ západního individualismu. Katolictví hrálo důležitou roli v balancování moci mezi státem a církví ve středověku. Kritizuje ale po-protestantské křesťanství za to, že je spíše zaměstnancem státu než jeho limitací.

### Stát
Stát je dle Hoppeho instituce s monopolem na a) rozhodování ve svém teritoriu b) danění na svém území, která ze své přirozenosti sice chrání své subjekty, ale na prvním místě hlavně sama sebe.
Nikdo z občanů neuzavřel se státem smlouvu o tom, že budou poslušně respektovat jeho nařízení výměnou za ochranu a jiné služby, tudíž funguje na principu organizovaného násilí vůči svým subjektům - moc dělá právo, což nelze v anarchokapitalistické společnosti tolerovat.
Státní moc je soudce ve všech sporech, a to i mezi sám sebou a svým subjektem. I přesto, že lidé vidí stát jako něco, co zaručuje fungování zákonů, Hoppe vidí stát jako instituci, která jednotná pravidla vynucuje, ale sama se jich nemusí držet, ochraňuje naše vlastnická práva, ale může vyvlastňovat a znárodňovat.
Morální relativismus, sekularismus, multikulturalismus, hédonismus a jiné moderní trendy nevidí jako cizí jev, který infiltroval státní aparát, ba stát tyto ideologie sám využívá ve svůj prospěch. Je v jeho zájmu, aby zničil nestátní autority jako rodinu, církev či původní komunity, jelikož plně liberalizovaný jedinec je roven s ostatními jedinci v slabosti vůči státní moci.

#### Demokracie vs monarchie
Demokracie je dle jeho názoru pokusem o nastolení rovnosti před zákonem, která neexistovala v tradiční monarchii. Problém ale je, že v demokracii hranice mezi vládcem a poddaným splyne a odporování státu se stane jedním s odporováním vůli lidu, což vede k více pozitivnímu pohledu subjektů na např. vysoké daně, za které by lidé v monarchii krále nenáviděli a vladař se mohl obávat vzpoury a ztráty mocenské pozice ve světě.
V monarchii král "soukromě vlastní" celou zemi (podobně šlechtic vlastní půdu a nevolníky) a nakládá s ní jako se soukromým majetkem - maximalizuje svůj zisk i na úkor svých subjektů - chová se více jako kapitalista. Pokud král udělá špatné rozhodnutí v ekonomice, musí nést celý jeho život jeho následky, poněvadž král nemůže odstoupit, když se mu přestane dařit a zároveň nechce, aby se jeho nástupník-syn musel potýkat s ještě většími problémy. Je tedy pozitivně motivován k politice méně zásahů a zadlužování - bude přemýšlet více v dlouhodobém horizontu.
U demokracie pro prezidenta / poslance takový problém nehrozí. Vládnou společně nad zemí jako monarcha, ale na omezenou dobu, většinou nikdy nepřekračující desetiletí, tudíž mají mnohem větší tendenci udělat krátkodobě výhodná rozhodnutí, která jim akorát zajistí úspěch na zvolení do dalšího období, nikoli že by bylo racionální pro dlouhodobý vývoj země. Dluh není krále a jeho potomků, ba nás všech. Protože společnost kapitalismu není majetkově rovna, je pro politika výhodnější se zavděčit nebohaté většině a přinést jí nějaké výhody z kapes nejbohatších jako např. sociální dávky. Hans-Hermann Hoppe uvádí teoretický příklad fungování Země-státu, kde by koalice Číňanů a Indů mohla redistribuovat majetek rovněji po planetě, z čehož by sami vydělali na úkor západního světa. Lidé v demokracii i nedemokracii se sdružují do různých skupin na základě zájmu, rasy, hodnot či místa bydliště, tudíž to nebudou jenom chudí, co budou brát od bohatých, ale mnohem více složitý systém státních zásahů měnících se s každou novou vládou, kdy jednou bude jedna skupina "vyhrávat" a poté zase "prohrávat".
Demokracie též změnila náturu války od relativně malých konfliktů mezi panovníky či šlechtici do totální války, kdy každý občan je součástí konfliktu. Motivy války již nejsou získat nové území a majetek, ale ideologické, kdy vítěz aplikuje svoji ideologii na poraženého (např. svrhnutí režimu v Libyi a pokus o nastolení více západního způsobu vlády).
Hoppe usuzuje, že západní demokratické sociální státy se rozpadnou podobně jako komunismus v zemích Varšavské smlouvy. Ne jen z důvodů státních zásahů do ekonomiky, ale i samotného fungování demokratického procesu, který na rozdíl od monarchie téměř znemožňuje slušné neškodné osobě dostat se na vrchol hierarchie, spíše selektuje morálně laxní muže plné přitažlivých slibů generující mediální pozornost.

### Svoboda
Dle jeho názoru je společnost svobodná, když každý je plným vlastníkem svého fyzického těla, svého majetku, může s nimi nakládat jak chce a může podepisovat jaké kontrakty chce s kým chce do té doby, dokud neomezuje druhého jedince ve stejných svobodách. V anarchokapitalismu můžete svoji svobodu limitovat pouze dobrovolně dohodou dvou (či více) stran, např. pracovní smlouvou, bydlením v pronájmu.
Hoppe neuznává intelektuální vlastnická práva. Podobně jako si někdo nemůže koupit slovo "jablko" a "had", nikdo nemůže tvrdit, že slova uspořádané do básně jsou jeho majetek.